# باادور تسولادزه
باادور تسولادزه (گرجی: ბაადურ წულაძე;؛ ۵ مارس ۱۹۳۵ – ۱۳ مهٔ ۲۰۱۸) بازیگر، کارگردان فیلم، فیلم‌نامه‌نویس، و مربی تئاتر اهل کشور گرجستان بود. تسولادزه در ۱۳ مه ۲۰۱۸ در تفلیس درگذشت. او هیچ وقت ازدواج نکرد و بچه ای نداشت.